# Алуніш (комуна, Прахова)
Алуніш (рум. Aluniș) — комуна у повіті Прахова в Румунії. До складу комуни входять такі села (дані про населення за 2002 рік):
- Алуніш (2710 осіб)
- Острову (1039 осіб)

Комуна розташована на відстані 86 км на північ від Бухареста, 30 км на північ від Плоєшті, 55 км на південний схід від Брашова.

## Населення
За даними перепису населення 2002 року у комуні проживали 3749 осіб. Усі жителі комуни рідною мовою назвали румунську.
Національний склад населення комуни:
| Національність | Кількість осіб | Відсоток |
| -------------- | -------------- | -------- |
| румуни         | 3685           | 98,3%    |
| цигани         | 63             | 1,7%     |
| німці          | 1              | < 0,1%   |

Склад населення комуни за віросповіданням:
| Релігія        | Кількість осіб | Відсоток |
| -------------- | -------------- | -------- |
| православні    | 3741           | 99,8%    |
| адвентисти     | 4              | 0,1%     |
| греко-католики | 2              | 0,1%     |
| бретрени       | 1              | < 0,1%   |
| лютерани       | 1              | < 0,1%   |

## Зовнішні посилання
- Дані про комуну Алуніш на сайті Ghidul Primăriilor [Архівовано 15 жовтня 2010 у Wayback Machine.]